# HMSHost
HMSHost è un'azienda statunitense del ramo della ristorazione, sussidiaria della compagnia italiana Autogrill.
Fondata nel 1897 a Kansas City (Missouri) come Van Noy Railway News and Hotel Company e successivamente acquisita dalla famiglia Marriott e rimarchiata Host Marriott Services, fu ceduta nel 1999 alla compagnia italiana Autogrill.
HMSHost è specializzata nella ristorazione presso aeroporti e strutture sportive.

## Storia
Nacque a Kansas City nel 1897 con il nome di Van Noy Railway News and Hotel Company grazie ai Van Noy Brothers.
Il 2 gennaio 1995, Host Marriott Services Corporation venne creata a seguito della divisione in due compagnie della Host Marriott Corporation. Host Marriott continuò ad operare nel real estate, mentre Host Marriott Services Corporation si concentrò nelle concessioni aeroportuali, su quelle stradali e nelle attrazioni sportive e del divertimento.
La compagnia, riuscì ad acquisire nuovi diritti e proprietà e addirittura stipulò contratti in 18 dei 20 maggiori aeroporti degli Stati Uniti. Inoltre riuscì ad acquisire diritti di franchising (limitatamente agli aeroporti e alle strade) su alcune delle insegne più famose degli USA tra cui:
- Pizza Hut
- Burger King
- Sbarro
- Starbucks

Autogrill S.p.A. acquisì la compagnia nel 1999.
La compagnia opera con 2.250 punti vendita in 84 aeroporti nel mondo e in 112 aree di servizio autostradali nel Nord America.